# Віктор Амброс
Віктор Амброс (нар. 1 грудня 1953, Ганновер, Нью-Гемпшир, США) — американський молекулярний біолог, який відкрив першу відому мікроРНК. Професор медичної школи Массачусетського університету у Вустері, штат Массачусетс. У 2024 році спільно з Гері Равкіном отримав Нобелівську премію з фізіології та медицини.

## Фон
Амброс народився в Нью-Гемпширі. Його батько був польським біженцем від війни, і Віктор виріс на невеликій молочній фермі в Хартленді, штат Вермонт, у родині з восьми дітей. Він здобув ступінь бакалавра біології в Массачусетському технологічному інституті в 1975 році та захистив докторську дисертацію в 1979 році в Массачусетському технологічному інституті під керівництвом Нобелівського лауреата Девіда Балтімора. Амброс продовжив свої дослідження в Массачусетському технологічному інституті як перший постдокторант у лабораторії майбутнього нобелівського лауреата Х. Роберта Горвіца. У 1984 році він став викладачем Гарвардського університету, а в 1992 році переїхав до Дартмутського коледжу. Амброс приєднався до викладачів медичної школи Університету Массачусетса у 2008 році і наразі має звання професора природничих наук Сільвермана за програмою молекулярної медицини, надане його колишнім студентом Дартмутського університету Говардом Скоттом Сільверманом.

## Відкриття мікроРНК
У 1993 році Амброс і його колеги Розалінд Лі та Ронда Фейнбаум повідомили в журналі Cell, що вони виявили одноланцюгові некодуючі білки регуляторні молекули РНК в організмі C. elegans. Попередні дослідження, включно з роботою Амброса та Хорвіца, показали, що ген, відомий як lin-4, важливий для нормального розвитку личинок C. elegans, нематоди, яку часто вивчають як модельний організм. Зокрема, lin-4 був відповідальним за прогресуючу репресію білка LIN-14 під час розвитку личинок хробака; мутантні черви з дефіцитом функції lin-4 мали стійко високий рівень LIN-14 і демонстрували дефекти часу розвитку. Однак механізм контролю LIN-14 залишився невідомим.
Амброс і його колеги виявили, що lin-4 несподівано не кодує регуляторний білок. Натомість це дало початок деяким малим молекулам РНК довжиною 22 і 61 нуклеотидів, які Амброс назвав lin-4S (короткий) і lin-4L (довгий). Аналіз послідовності показав, що lin-4S був частиною lin-4L: було передбачено, що lin-4L утворює структуру стовбурової петлі, а lin-4S міститься в одному з відгалужень, 5'-відгалуженні. Крім того, Амброс разом з Гері Рувкуном (Гарвард) виявив, що lin-4S був частково комплементарним декільком послідовностям у 3'-нетрансльованій області матричної РНК, що кодує білок LIN-14. Амброс і його колеги припустили, що lin-4 може регулювати LIN-14 через зв'язування lin-4S з цими послідовностями в транскрипті lin-14 за типом механізму антисмислової РНК.
У 2000 році інша мала регуляторна молекула РНК C. elegans, let-7, була охарактеризована лабораторією Ruvkun і виявила, що вона зберігається у багатьох видів, включаючи хребетних. Ці відкриття підтвердили, що Амброс насправді відкрив клас малих РНК зі збереженими функціями. Ці молекули тепер відомі як мікроРНК. Амброс був обраний до Національної академії наук США у 2007 році. У 2011 році він був обраний членом Американської академії мистецтв і наук.

## Нагороди
- 2002: Премія Ньюкомба Клівленда Американської асоціації сприяння розвитку науки за найвидатнішу статтю, опубліковану в журналі Science (співочисник разом із лабораторіями Девіда П. Бартеля та Томаса Тушла)[14]
- 2005: Премія Льюїса С. Розенштіла за видатну роботу в медичних дослідженнях Університету Брандейса (співочисник разом з Крейгом Мелло, Ендрю Файром і Гері Рувкуном)
- 2006: Медаль Американського генетичного товариства за видатний внесок за останні 15 років
- 2007: обраний членом Національної академії наук
- 2008: Міжнародна премія Фонду Гайрднера (співодержувач)
- 2008: Медаль Бенджаміна Франкліна в науках про життя Інституту Франкліна (співочисник з Гері Рувкуном і Девідом Болкомбом)
- 2008: Премія Альберта Ласкера за фундаментальні медичні дослідження (співодержувач разом з Гері Рувкуном і Девідом Болкомбом)
- 2008: Трирічна премія Воррена загальної лікарні штату Массачусетс (одержувач разом із Гарі Рувкуном)
- 2009: Премія Діксона з медицини Піттсбурзького університету
- 2009: Премія Луїзи Гросс Горвіц від Колумбійського університету (співодержувач разом з Гарі Рувкуном)
- 2009: Премія Масрі від Університету Південної Каліфорнії (одержувач разом із Гарі Рувкуном)
- 2012: Нагорода доктора Пола Янссена за біомедичні дослідження від Johnson & Johnson (співочисник із Гарі Рувкуном)
- 2013: Премія Keio Medical Science Prize від Університету Keio (співодержувач разом із Shigekazu Nagata)
- 2014: Премія Грубера з генетики від Фонду Грубера (співодержувач разом з Гарі Рувкуном і Девідом Болкомбом)
- 2014: Премія Вольфа з медицини від Фонду Вольфа (співодержувач разом із Гарі Рувкуном і Наумом Зоненбергом)
- 2015: Премія за прорив у науках про життя[15]
- 2016: Премія March of Dimes з біології розвитку (одержувач разом із Гері Рувкуном)[16]
- 2024: Нобелівська премія з фізіології та медицини (разом з Гері Рувкуном)